# 山田朱莉
山田 朱莉（やまだ あかり、1996年5月25日 - ）は、日本の元ファッションモデル、元女優、元アイドル。活動時末期（2017年7月から）は、あかりの芸名で活動していた。大阪府出身。タンバリンアーティスツに所属していた。

## 略歴
2009年、ローティーン向けファッション雑誌『ピチレモン』（学研パブリッシング）第17回『ピチモオーディション』でグランプリを受賞し、同年5月よりピチレモン専属モデルとして活動していた。
2010年世界バレー「世バレ応援FASHION部」。
2012年6月、アイドル音楽劇グループ「夢みるアドレセンス」のメンバーとなる。
2013年4月号で『ピチレモン』を卒業した。
2017年1月6日、「グループの活動における重大な規約違反が認められたため」当面の間山田朱莉の全ての活動を自粛することが発表され、翌々日にブログで謝罪を表明した。
3月31日、ブログにて「夢見るアドレセンス」からの卒業を発表。
7月14日、芸名を苗字を外したあかりへと改名。
2018年中に所属していたタンバリンアーティスツから退所し、現在は芸能活動を確認できない。

## 人物
取材など仕事時は標準語を話すが、興奮すると関西弁に戻る。
ピチレモン卒業後は茶髪にしており大人っぽいが、かわいい系容姿が好みなため、背の低い他のメンバーに憧れている。
「アホでうるさかった」母と祖母の性格を受け継いでいるという。

## 出演

### 雑誌
- ピチレモン(2009年6月号 - 2013年4月号、学研パブリッシング) 専属モデル
- 週刊ヤングジャンプ No.52（2014年11月27日 、集英社）[10]　京佳との共演

### 写真集
- あかゆうSTYLE（2013年3月22日、太陽図書）志田友美と共演 ISBN 978-4813082064

### ムック本
- うちらのオーディション物語（2012年1月20日、学研パブリッシング）ISBN 978-4-05-203547-0

### 映画
- アイズ（2015年6月6日） - 松原奈保 役
- 「超」怖い話2 第弐話「とばっちり」（2017年8月19日） - 主演・亜梨沙 役

### テレビ
- タンバリンマニアTV(2009年7月、エンタ!371）
- すイエんサー（2010年4月13日 - 不定期出演、NHK教育）
- ピラメキーノG（2010年9月10日、テレビ東京）
- 常識くるっと変換ショー　マサカメTV!（2012年10月27日、NHK総合テレビ）

### アニメ
- 一期一会〜キミノコトバ〜（2010年10月24日 - 2011年1月30日、キッズステーション）

### CM
- NISSANドラマinドラマ『バカリくんと7人の美女 SEASON4』（2013年8月、日産自動車）美女3 役

### イベント
- タンバリンサマーフェス2009（2009年8月21日、北沢タウンホール）
- 秋は文化祭 TM05 今年のテーマは〜夏の忘れもの〜（2009年11月3日、アイピット目白）
- タンバリンマニア009 あとは勇気だけだ!（2010年11月28日昼の部黒い幽霊編第1部13:00〜 夜の部天使編17:00〜、中目黒キンケロ・シアター）

### WEB
- ブーブー★キッズ イメージガール（2011年5月 - 、TBS）